# Tommy Egeberg
Tommy Egeberg (* 7. Dezember 1981 in Oslo) ist ein ehemaliger norwegischer Skispringer.

## Leben

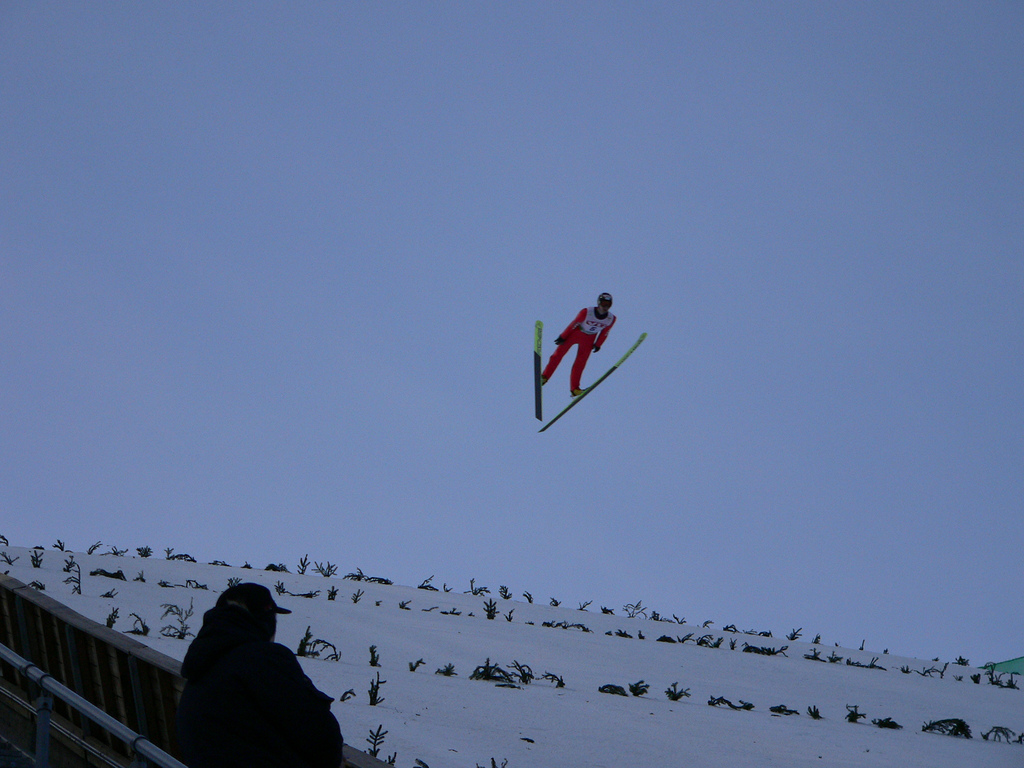
Egeberg am Holmenkollen in Oslo, 2005

Egeberg, der für Vikersund IF startete, war seit 2002 Mitglied des Nationalteams von Norwegen. Am 14. März 2002 nahm er mit dem Continental Cup in Vikersund zum ersten Mal an einem internationalen Bewerb teil. Er beendete das Springen auf Platz 21 und erreichte somit Wettkampfpunkte. 2003 gewann er im Teamwettbewerb bei den Norwegischen Meisterschaften gemeinsam mit Ole Christen Enger, Jan Ottar Andersen und Thomas Lobben die Bronzemedaille.
Nach drei Jahren mit mittelmäßigen Continental-Cup-Ergebnissen startete er am 11. März 2005, nachdem er im Teamspringen der Norwegischen Meisterschaften im Skispringen die Silbermedaille gewann, erstmals im Rahmen der nationalen Gruppe beim Weltcup-Springen in Lillehammer. Er qualifizierte sich, blieb mit Platz 46 jedoch ohne Punkte. Es folgten weitere Springen im FIS-Cup sowie im Continental Cup. Am 22. Januar 2006 erreichte er beim Continental-Cup-Springen auf der Großschanze in Titisee-Neustadt mit Platz 7 seine beste Einzelplatzierung.
Bei der Norwegischen Meisterschaft 2006 gewann er mit Thomas Lobben, Anders Jacobsen und Sigurd Pettersen die Goldmedaille.
Am 8. Oktober 2006 sprang er im FIS-Cup in Einsiedeln sein letztes internationales Springen, gehörte aber weiterhin zum Team Lillehammerhopp. National sprang er noch 2 Jahre im Norges Cup, den er 2005/06 gewann.